# Cornicephalus jilinensis
Cornicephalus jilinensis Saaristo & Wunderlich, 1995 è un ragno appartenente alla famiglia Linyphiidae.
È l'unica specie nota del genere Cornicephalus.

## Distribuzione
La specie è stata rinvenuta in Cina, nella provincia di Jilin.

## Tassonomia
Dal 2008 non sono stati esaminati esemplari, né sono state descritte sottospecie al 2012.